# Fritz Wolff (Politiker)
Fritz Wolff (* 22. August 1916 in Grünberg in Schlesien, Provinz Schlesien; † 14. November 1994 in Berlin) war ein deutscher Politiker und Funktionär der DDR-Blockpartei LDPD. Er war Staatssekretär, stellvertretender Oberbürgermeister von Ost-Berlin, Vorsitzender der Zentralen Revisionskommission der LDPD und Abgeordneter der Volkskammer der DDR.

## Leben
Wolff, Sohn eines Spinnereiarbeiters, besuchte die Volksschule in Grünberg. Er absolvierte von 1931 bis 1934 eine Lehre als Bau-, Bilder- und Bleiglaser. Von 1933 bis 1935 erhielt er auch eine kaufmännische Ausbildung. Anschließend war er als Glaser tätig. Er leistete Militärdienst und während des Zweiten Weltkrieges Kriegsdienst in der Wehrmacht und geriet in Kriegsgefangenschaft.
Nach der Entlassung in die Sowjetische Besatzungszone trat er 1945 in die Liberal-Demokratische Partei (LDP) ein und war von 1946 bis 1948 Mitglied der Gemeindevertretung Themar. Er war erst Stellvertreter, dann bis 1949 Vorsitzender der LDP-Ortsgruppe Themar. 1948 legte er die Meisterprüfung als Glasermeister ab. Von 1948 bis 1952 war er Abgeordneter des Kreistages Hildburghausen und von 1949 bis 1952 Vorsitzender des LDPD-Kreisvorstandes Hildburghausen. Von 1950 bis 1952 fungierte er als Kreisrat in Hildburghausen und als Mitglied des Landtages von Thüringen. Im Sommer 1952 wurde er Vorsitzender des neugebildeten Bezirksvorstandes Suhl der LDPD. Gleichzeitig war er Abgeordneter des Bezirkstages Suhl und stellvertretender Vorsitzender des Rates des Bezirkes. Diese Funktionen hatte er bis 1956 inne. Von 1952 bis 1967 gehörte er dem LDPD-Zentralvorstand an und war Mitglied des Politischen Ausschusses des Zentralvorstandes.
Von Juli 1953 bis November 1963 war er Abgeordneter der Volkskammer der DDR (Nachrücker für den nach Westdeutschland geflüchteten Friedrich Althans). Er war von 1953 bis 1958 Mitglied des Haushalts- und Finanzausschusses und ab 1958 Vorsitzender des Verfassungsausschusses der Volkskammer.
Ab 1956 war er Vizepräsident der Industrie- und Handelskammer der DDR und von September 1956 bis Februar 1958 Staatssekretär und 1. Stellvertreter des Ministers für Lebensmittelindustrie der DDR in der 3. Regierung Grotewohl (Nachfolger von Ruth Fabisch). 1958 war er stellvertretender Sektorenleiter in der Staatlichen Plankommission.
Von November 1958 bis 1976 war er Stadtverordneter von Berlin. 1958 wurde er Mitglied des Magistrats von Berlin und trug als stellvertretender Oberbürgermeister bzw. Stadtrat zunächst die Verantwortung für die Bereiche kommunale Wohnungswirtschaft, Kultur, Körperkultur und Sport und von 1966 bis 1971 für Fremdenverkehr, Touristik und Berlin-Werbung.
Ab 1971 war er Direktor für Planung und Koordinierung des Krankenhauses Berlin-Friedrichshain. Von 1967 bis 1990 wirkte er als Vorsitzender der Zentralen Revisionskommission der LDPD (Nachfolger von Helmuth Speer).

## Auszeichnungen
- 1956 Vaterländischer Verdienstorden in Silber und 1981 in Gold
- 1958 Wilhelm-Külz-Ehrennadel
- 1985 Ehrenspange zum Vaterländischen Verdienstorden in Gold